# Isaac Folorunso Adewole
Isaac Folorunso Adewole FAS (nacido el 5 de mayo de 1954) es un profesor de Ginecología y Obstetricia de Nigeria. Fue Ministro de Salud desde noviembre de 2015 hasta mayo de 2019 en el Gobierno del Presidente Muhammadu Buhari en Nigeria. Fue vicerrector en la Universidad de Ibadán y presidente de la Organización para la Investigación y Capacitación sobre el Cáncer en África. Antes de su nombramiento como 11.º vicerrector de Universidad, fue decano de la Facultad de Medicina de la Universidad de Ibadán, la facultad de Medicina más grande y antigua de Nigeria.  Su labor de investigación se centra en el virus del papiloma humano, el VIH y la oncología ginecológica, una especialidad médica centrada en los cánceres del sistema reproductivo femenino, entre los que se encuentran el cáncer de ovario, el de útero, el de vagina, el del cuello uterino y el vulvar. Adewole es miembro del consejo rector de la Universidad Adeleke y preside la Comisión Nacional de Control del Cáncer de Cuello Uterino.
Es el único profesor nigeriano nombrado miembro del Comité de la Asociación de Universidades de la Commonwealth. Fue nombrado miembro del Consejo Asesor Internacional del Instituto Africano para el Cáncer, un centro oncológico integral, del África Subsahariana.
En 2014 celebró su 60 cumpleaños. En una conferencia celebrada en el Centro Internacional de Conferencias de la Universidad de Ibadán recordó como sus difamadores trataron despiadadamente de sabotear su nombramiento como vicerrector de la institución en el año 2010. La celebración de su 60 cumpleaños estuvo presidida por Wole Olanipekun, una celebridad del mundo del derecho, antiguo presidente del Colegio de Abogados de Nigeria y antiguo vicerrector de la Universidad. Olanipekun describió a Adewole como «no solo un gato con 7 vidas, sino con 18, capaz de superar todas las penurias y conspiraciones urdidas contra él por sus difamadores»." En el año 2012, fue elegido miembro de la Academia de Ciencias de Nigeria, la más prestigiosa de las organizaciones académicas de Nigeria. Entró a formar parte de la Academia con el profesor Mojeed Olayida Abass, un profesor nigeriano de ciencias de la computación en la Universidad de Lagos y también junto al profesor Akinyinka Omigbodun, presidente de la Academia de Cirujanos de África Occidental y antiguo decano de la Facultad de Medicina de la Universidad de Ibadán.
En 2014 fue nombrado miembro del Consejo de Gobierno de la Universidad Adeleke y en junio de 2015 miembro del Consejo de Gobierno de la Universidad Pan-Africana.  La Universidad Panafricana es una red de centros universitarios para la capacitación e investigación de estudios de tercer ciclo ubicados en cinco regiones y auspiciada por la Unión Africana.  El 28 de marzo de 2015 fue elegido supervisor de la Comisión Nacional Electoral Independiente del Estado de Lagos en las elecciones generales de 2015. El 11 de abril fue escrutador en las elecciones gubernamentales del Estado de Lagos. El 11 de noviembre de 2015 fue nombrado Ministro de Sanidad de la República Federal de Nigeria.

## Primeros años
Adewole nació el 5 de mayo de 1954 en Ilesa, una ciudad del Estado de Osun, en el suroeste de Nigeria. Sus padres eran comerciantes. La elección de su carrera estuvo influenciada por su padre, quien trabajaba como representante de la United Africa Company, una empresa británica que operaba principalmente en África Occidental durante el siglo XX.
Su idea inicial era elegir una carrera aeronáutica, concretamente ingeniería aeroespacial, sin embargo, su asesor en el colegio le recomendó materias que le fueran útiles para la carrera de Medicina. En 1960 asistió al Colegio Metodista de Educación Primaria, Ogudu, en Ilesa, donde estuvo un año, y posteriormente en el Colegio Metodista Oke Ado, en Ibadán, en el que también estuvo un año antes de terminar la educación primaria en el colegio St. Mathias Demonstration, en Akure. Después asistió al Colegio Grammar de Ilesa, donde en 1970 obtuvo el título de Educación Secundaria Obligatoria con mención honorífica y en 1972 el título de Bachillerato. En octubre de 1973 se matriculó en la Facultad de Medicina de la Universidad de Ibadán; donde se licenció en Medicina y Cirugía y en 1978 obtuvo el premio Glaxo Allenbury por su notable rendimiento en pediatría.

## Trayectoria profesional
En 1978, el mismo año en el que se graduó en la Universidad de Ibadán, se incorporó al Hospital Universitario de Ibadán. En 1979 dejó el hospital para trasladarse a Sokoto a cumplir con el año de servicio militar obligatorio en el National Youth Service Corps. Una vez finalizado, trabajó durante un año como asesor médico en el Hospital de la Maternidad Adeoyo, en Ibadán, antes de regresar al Hospital Universitario como médico residente en el departamento de Obstetricia y Ginecología. Ocupó el puesto durante un año hasta ser nombrado médico consultor en 1982. En 1985 se le concedió una beca de investigación en el departamento de oncología médica en el Hospital Charing Cross de Londres. Tras finalizar la beca, regresó a Nigeria para incorporarse al Royal Crown Specialist Hospital, en Ibadán, donde estuvo cuatro años antes de volver al Hospital Universitario como especialista en Obstetricia y Ginecología.
Comenzó su trayectoria académica como profesor en la Facultad de Medicina en la Universidad de Ibadán, donde obtuvo la plaza titular como profesor en 1992. El 1 de octubre de 1997 fue nombrado profesor de Medicina en la Universidad de Ibadán y el mismo año pasó a formar parte de la Universidad Senate.  En 1999 fue elegido jefe interino del departamento de Obstetricia y Ginecología, cargo que ejerció durante un año. El 1 de agosto de 2000 fue nombrado decano de la Facultad de Ciencias Médicas y Odontología, cargo que ostentó hasta el 31 de julio de 2002. El 1 de agosto de 2002 fue nombrado rector en la Facultad de Medicina. El Professor Akinyinka Omigbodun fue quien le sucedió en el cargo.  Mientras desempeñaba este cargo, fue miembro del Comité de Rectores y Decanos, así como presidente del Comité sobre el Sida en los campus universitarios.   También fue presidente del Comité para la Evaluación del Personal Académico en el año 2004. El 1 de mayo de 2010, comenzó a ejercer como profesor asociado en la Northwestern University de Chicago. En diciembre de 2019, fue nombrado undécimo rector de la Universidad de Ibadán, sucediendo en el cargo a Olufemi Bamino, profesor de Ingeniería mecánica y miembro de la Académica Nigeriana de Ingeniería.
Entre 1989 y 1992 fue asesor editorial para el Nigerian Medical Journal y en 1997 se incorporó como miembro del consejo editorial del Nigerian Journal of Medicine. En la actualidad, trabaja como revisor de artículos clínicos sobre oncología. También es miembro del consejo editorial de The Global Santé Journal. Ha publicado alrededor de 180 artículos académicos y decenas de libros, asimismo, también ha sido colaborador en cientos de libros.

### Promoción y políticas médicas
Adewole es un promotor de la salud. Es el coordinador de la Campaña Contra el Embarazo No Deseado, una organización no lucrativa multidisciplinar, integrada por profesionales de la medicina, especialistas en ciencias sociales, enfermeras y profesores. Organizó una campaña gratuita de detección de cáncer de cuello uterino y fue uno de los integrantes del equipo que introdujo los derecho sexuales en el programa de las facultades de Medicina en Nigeria. Forma parte de las políticas médicas de Nigeria.  Influenciado por el Dr.  Kayode Obembe, el que fuera Presidente de la Asociación Médica de Nigeria, quién le animó a principios de los ochenta a presentarse para el puesto de Secretario de la Asociación de Médicos Residentes. En 1982 Adewole fue elegido Secretario General de la Sección de la Asociación de Médicos Residentes de la Universidad de Ibadán, cargo que ejerció durante un año. En 1984 fue elegido presidente de la Asociación de Médicos Residentes de Nigeria y lideró la huelga general que terminó con la dimisión del entonces jefe militar del Estado, el General Muhammadu Buhari, actual Presidente de Nigeria. Cuando Buhari declaró su enemistad, Adewole se exilió. Trabajó en el Instituto de Investigación del Cáncer en Londres, donde fue autor de cuatro publicaciones. Posteriormente regresó a Nigeria donde fue elegido en 1988 Vicesecretario General de la Asociación Médica de Nigeria. En 1990 fue elegido Secretario General de la Asociación Médica de Nigeria.  Ocupó este cargo durante dos años y en 1993 fue elegido presidente de la Sección del Estado de Oyo en la Asociación Médica de Nigeria. En marzo de 1992 fue elegido Subsecretario General de la Confederación Africana de Asociaciones y Sociedades Médicas y cuando finalizó el mandato en agosto de 1997 fue elegido secretario del equipo regional de trabajo en África para el control de cánceres ginecológicos.

## Conferencias magistrales
Además de sus destacadas contribuciones en el ámbito médico y académico, Adewole es también un erudito. En el discurso de bienvenida de la Conferencia organizada por el Consorcio de Formación en Investigación Avanzada que tuvo lugar en el Centro Internacional de Conferencia, en el Instituto Internacional de Agricultura Tropical, en Ibadán, lamentaba la reducción de las contribuciones de África al resultado científico global.  Defensor de la ampliación de la formación doctoral para cubrir las necesidades de recursos humanos de las nuevas instituciones y de las ya existentes. 
En 2014, durante el brote de Ebola en Nigeria, dirigió a un grupo de expertos para compartir y contrastar ideas sobre las informaciones científicas más recientes relacionadas con la naturaleza del virus, sus indicios, síntomas y prevención.  Durante una reunión en la Universidad de Ibadán para tomar medidas contra el virus, afirmó: «Nigeria es todavía segura, pese al ataque biológico que padecimos cuando Patrick Sawyer llegó a Nigeria desde Liberia». Solicitó a los órganos de seguridad que investigasen las cuentas bancarias de Patrick Sawyer, quien importó el virus a Nigeria, para averiguar si había recibido dinero para aterrorizar al país con el virus.
Cuando recibió el reconocimiento de excelencia por sus destacadas contribuciones en Obstetricia y Ginecología en la Universidad de Sunderlan en 2015, declaró que
 cualquier guerra contra el terror debe combatirse con esfuerzos conjuntos para poder cortarla de raíz. Tal y como dice el proverbio africano «hasta que no se quitan las máscaras, un baile de máscaras sigue dando miedo». Una guerra contra el terror, contra cualquier tipo de terror, se consigue mediante el esfuerzo colectivo. Nuestras modestas aportaciones desde este rincón del mundo han contribuido a que millones de personas recuperen la esperanza que habían perdido. Se ha convertido en una luz entre el armamento que desenmascaró el monstruo del SIDA, y continuaremos arrojando luz para investigar todas las amenazas que atenazan a la humanidad.
Como parte de los esfuerzos por acabar con la insurgencia en Nigeria, el embajador de Francia en Nigeria, Jacques Champagne de Labriolle, visitó a Adewole en su despacho en la Universidad de Ibadán. Adewole calificó la visita del embajador como «oportuna y propicia en la historia de Nigeria». Manifestó que «África debería comprometerse de buena gana con los países francófonos si realmente quiere preservar la seguridad de la ciudadanía.Considero que la creación de una seguridad a largo plazo debería ser nuestra principal preocupación de la misma forma que ha sido estratégica la iniciativa de nuestro presidente, visitando recientemente Francia».

## Candidatura y nombramiento ministerial
El 12 de octubre de 2015, Adewole fue nombrado Ministro de la República Federal de Nigeria por Muhammadu Buhari.
El Sindicato de Personal Académico Universitario (ASUU) alabó su nombramiento, describiendo a Adewole como «el elemento más acertado en el programa de cambio del Presidente». En sus declaraciones, el profesor Olusegun Ajiboye, presidente del Sindicato, calificó la designación como «un paso acertado para conseguir el cambio que Nigeria necesita, mediante el nombramiento de agentes de cambio con reconocimiento global en sus carreras académicas y con impecables antecedentes».

El periódico The Guardian informó sobre lo que el Dr. Ademola Aremu, Tesorero del Sindicato (ASUU), señaló al respecto, indicando que:
 la historia del profesor Adewole, a quien todos conocen como «IFA» es la alguien con vocación para servir a la humanidad. Sus logros como decano de la facultad de Medicina le hicieron merecedor de un apoyo abrumador por parte de la comunidad universitaria cuando manifestó su interés por participar en el Consejo Rector y, posteriormente, como Vicerrector. Como Vicerrector cambió por completo la Universidad en lo que al bienestar del personal y de los estudiantes se refiere. A nivel académico, la Universidad de Ibadan se convirtió en la mejor de Nigeria y una de las mejores en toda África.
De la misma manera, Wale Akinremi, presidente de la Universidad de Ibadán en la Asociación de Personal Directivo de Universidades (SSANU) señaló: «el  nombramiento del profesor Isaac Folorunsho Adewole como ministro fue recibido por la comunidad de la Universidad de Ibadan con mucha ilusión.  Podemos garantizar su impecable trayectoria profesional y su competencia administrativa».
El 11 de noviembre de 2015 Adewole fue nombrado Ministro de Sanidad en la administración de Buhari. Hizo un llamamiento a todas las partes involucradas en el sector sanitario a colaborar para lograr la consecución del programa sanitario de Buhari. Según el periódico «The Nation», Adewole manifestó que: 
para alcanzar la cúspide en política sanitaria, es necesario trabajar conjuntamente, y trabajar unidos implica una enorme diferencia.  Nos han descrito como una generación que tenía mejor salud cuando era joven que en la actualidad, nuestro objetivo consiste en recuperar el sistema sanitario que disfrutamos cuando éramos jóvenes.
En calidad de ministro, Adewole fue designado por Tedros Adhanom Ghebreyesus, director general de la OMS, para integrar la Comisión de Alto Nivel sobre Enfermedades No Contagiosas desde 2018 hasta 2019. Además, es miembro del grupo de referencia Family Planning 2020 (FP2020). Su mandato como Ministro de Sanidad finalizó en mayo de 2019.

## Contribuciones científicas
Adewole es uno de los escritores más prolíficos de Nigeria en el ámbito médico. Es autor de más de 200 artículos académicos en revistas especializadas y de más de 20 libros en distintos ámbitos de la Medicina. En 2005 escribió el libro Prevención de la transmisión materno-infantil del VIH, el cual fue publicado por la editorial Harvard University Press. En abril de 2011 presentó una ponencia sobre el tema con motivo de la Semana de la Salud Global en la Universidad Northwestern en Chicago.
En el año 2007 fue coautor de un manual formativo sobre derechos y salud reproductiva y sexual y prevención del VIH dirigido a estudiantes de Medicina en Nigeria. El manual se emplea en la actualidad en las facultades de Medicina en Nigeria.
Ha participado en más de 100 conferencias científicas en más de 20 países y ha presentado pósteres y resúmenes en numerosas conferencias internacionales. Por ejemplo, en la Conferencia Internacional sobre Retrovirus e Infecciones Oportunistas, celebrada en 2009 en Monreal, Adewole presentó un resumen sobre «El régimen de profilaxis de la madre predice fuertemente el riesgo de transmisión temprana de madre a hijo en un Programa Extenso de Terapia Antirretroviral (TARV) en Nigeria».
En 2009 asistió a la conferencia Internacional sobre Sida, celebrada en Sudáfrica, en la que presentó su resumen sobre «el impacto del apoyo social en los programas de prevención de la transmisión de madre a hijos del VIH».

## Premios y reconocimientos
Adewole ha recibido numerosos reconocimientos, como el de la Academia de Ciencias de Nigeria, la del Colegio Nacional de Postgrado de Medicina de Nigeria y la  del Colegio de Cirujanos de África Occidental. . Es miembro de numerosas organizaciones académicas como la Sociedad Americana de Oncología Clínica, el Centro Internacional de Investigaciones sobre el Cáncer, la Asociación Médica de Nigeria, la Sociedad Internacional de SIDA, la Sociedad Internacional de Enfermedades Infecciosas y la Sociedad de Obstetricia y Ginecología de Nigeria. En 2013 era el único profesor nigeriano miembro de la Asamblea de la Asociación de Universidades de la Commonwealth. Esta Asociación ostenta la representación de 535 universidades de 37 países de la Commonwealth. Fue también designado miembro del Consejo Asesor Internacional del Instituto Africano del Cáncer, un centro integral sobre el cáncer en el África subsahariano.